# 무금로
무금로(Mugeum-ro)는 전북특별자치도 무주군 무주읍 가옥리 가옥 교차로와 충청남도 금산군 금성면 양전리 양전 교차로를 잇는 도로이다. 전 구간 국도 제37호선에 속한다.

## 연혁
- 1981년 4월 16일 : 국도로 승격된 충청남도 금산군 부리면 현내리 ~ 충청북도 음성군 감곡면 왕장리 152.159km 구간 개통[1]
- 2006년 9월 14일 : 2006 금산세계인삼엑스포지원도로(금산군 금산읍 중도리 ~ 신대리) 1.42km 구간 임시 개통[2]
- 2006년 12월 26일 : 2006 금산세계인삼엑스포지원도로(금산군 금산읍 중도리 ~ 신대리) 1.42km 구간 확장 개통, 기존 금산군 금산읍 중도리 ~ 신대리 500m 구간 폐지[3]
- 2009년 7월 10일 : 2개 이상 시·도에 걸쳐 있는 도로로 무금로를 고시[4]

## 주요 경유지
전북특별자치도
- 무주군 (무주읍 · 부남면)

충청남도
- 금산군 (부리면 · 남일면 · 금산읍 · 금성면)

## 노선
금산군 금성면 양전교차로에서 양전리 종점까지를 제외한 국도 제37호선에 속하므로 이 노선에 대한 별도 표기는 생략한다.
| 이름           | 접속 노선                            | 소재지                                      | 소재지                      | 비고 |
| -------------- | ------------------------------------ | ------------------------------------------- | --------------------------- | ---- |
| 가옥 교차로    | 국도 제19호선 국도 제30호선 (무주로) | 무주군                                      | 무주읍                      |      |
| 가옥교         |                                      | 무주군                                      | 무주읍                      |      |
| 공정마을       | 공정길                               | 무주군                                      | 무주읍                      |      |
| (원용포 입구)  | 원용포길                             | 무주군                                      | 무주읍                      |      |
| 늘목삼거리     | 삼방로                               | 무주군                                      | 무주읍                      |      |
| 용포교 잠두1교 |                                      | 무주군                                      | 무주읍                      |      |
| 잠두마을       | 잠두길                               | 무주군                                      | 무주읍                      |      |
| 잠두2교        |                                      | 무주군                                      | 무주읍                      |      |
| 부남면         |                                      | 무주군                                      |                             |      |
| 굴암삼거리     | 굴암로                               | 무주군                                      |                             |      |
| 가정삼거리     | 부남로                               | 무주군                                      |                             |      |
| 지삼재         |                                      | 무주군                                      |                             |      |
| 금산군         | 부리면                               |                                             |                             |      |
| 금산군         | 부리면                               | 현내삼거리                                  | 현내로                      |      |
| 금산군         | 부리면                               | 양곡사거리                                  | 지방도 제601호선 (적벽강로) |      |
| 금산군         | 부리면                               | 부리파출소앞 교차로                         | 현내로                      |      |
| 금산군         | 부리면                               | 관천리                                      | 창덕로                      |      |
| 금산군         | 황풍교 동단                          | 창평로                                      | 남일면                      |      |
| 금산군         | 황풍교                               |                                             | 남일면                      |      |
| 금산군         | 황풍교 교차로                        | 봉황로                                      | 남일면                      |      |
| 금산군         | 금산효사랑요양병원                   | 황풍로                                      | 남일면                      |      |
| 금산군         | 삼풍삼거리                           | 삼풍로                                      | 금산읍                      |      |
| 금산군         | 엑스포삼거리                         | 인삼광장로                                  | 금산읍                      |      |
| 금산군         | 신금천대교                           |                                             | 금산읍                      |      |
| 금산군         | 중도오거리                           | 국가지원지방도 제68호선 (인삼로) 인삼광장로 | 금산읍                      |      |
| 금산군         | 양전 교차로                          | 국도 제13호선 국도 제37호선 (금산로)        | 금성면                      |      |
| 금산군         | 음전길                               |                                             | 금성면                      |      |

## 주요 건물 및 시설
- 남영제약 (전북특별자치도 무주군 무주읍 무금로 92)
- 무주용포공예원 (구 무주용포초등학교, 전북특별자치도 무주군 무주읍 무금로 292-7)
- 부리치안센터 (충청남도 금산군 부리면 무금로 1630)
- 청풍서원 (충청남도 금산군 부리면 무금로 1688)
- 불이1리경로당 (충청남도 금산군 부리면 무금로 1691-2)
- 현대해상화재보험 금산연수원 (충청남도 금산군 남일면 무금로 2117)
- 금산효사랑요양병원 (충청남도 금산군 남일면 무금로 2145)